# Luisa Cervera
Luisa Haydee Cervera Cevedon (Lima, 4 de junho de 1964) é uma ex-jogadora de voleibol do Peru que competiu nos Jogos Olímpicos de 1984 e 1988.
Em 1984, ela jogou em dois confrontos e finalizou na quarta colocação com o conjunto peruano no campeonato olímpico. Quatro anos depois, ela fez parte da equipe peruana que conquistou a medalha de prata no torneio olímpico de 1988, no qual atuou em cinco partidas.